# Viadeo
 Viadeo é uma rede social profissional da Web 2.0 cujos membros incluem empresários, empreendedores e gerentes. Em 2014, o site tinha 65 milhões de membros.

## Informações da empresa

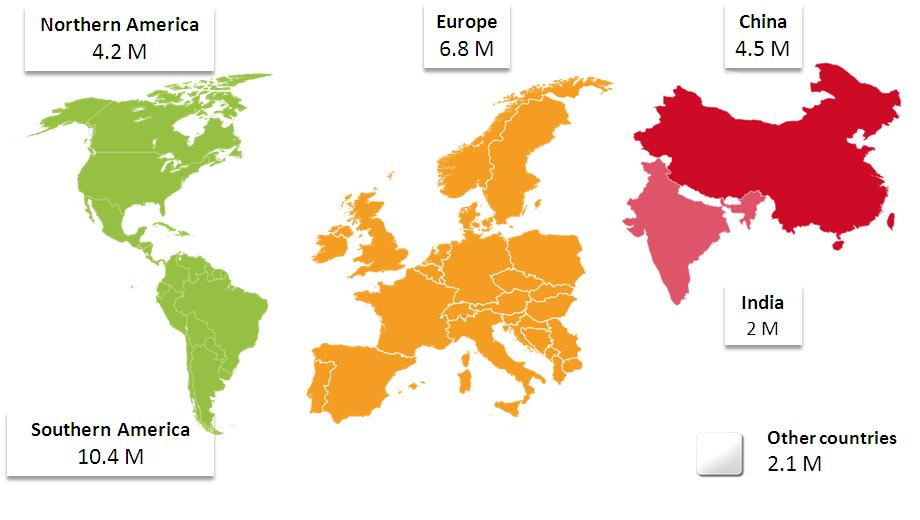
Viadeo por continente em 2010

A Viadeo foi fundada em maio de 2004, como Viaduc, por Dan Serfaty, um graduado da Escola de Altos Estudos Comerciais de Paris, e Thierry Lunati, um graduado da École Centrale Paris. O nome foi alterado para Viadeo em novembro de 2006.
De novembro de 2006 a agosto de 2007, o Viadeo captou cinco milhões de euros em financiamentos duas vezes junto aos investidores AGF Private Equity e Ventech. Mais tarde naquele ano, a Viadeo anunciou a aquisição da Tianji.com, uma rede social de negócios chinesa.
Seis meses após a compra da Tianji, em julho de 2008, a Viadeo adquiriu seu concorrente espanhol ICTnet. Lançada em 1995, a ICTnet tinha 300.000 membros e era popular na América do Sul.
No início de 2009, a Viadeo adquiriu os serviços profissionais de redes sociais da Índia, ApnaCircle. A ApnaCircle, com 300.000 membros no momento da aquisição, foi fundada por Yogesh Bansal, posteriormente junto de Sabeer Bhatia, co-fundador do Hotmail, como membro do conselho.
Em 13 de outubro de 2009, a Viadeo anunciou a aquisição de um sítio de gerenciamento de contatos do Canadá, unyk.com. Na época, a unyk tinha 16 milhões de membros em todo o mundo, e isso fez com que a Viadeo perdesse apenas para o seu principal concorrente LinkedIn em termos de associação total.
A empresa está sediada em Paris e emprega uma equipe global de 450 pessoas, com escritórios em Londres, Madri, Barcelona, Milão, Pequim, Nova Deli, Cidade do México, Montreal e São Francisco. Em 2009, a Viadeo havia estimado um faturamento anual de 40 milhões de dólares e é lucrativo desde o último trimestre de 2009.
Em agosto de 2015, a Viadeo anunciou que havia participado de uma campanha publicitária na França para promover uma 'nova visão' e que a base de membros havia ultrapassado a marca de 10 milhões na França.
Em 2016, após uma tentativa fracassada de conquistar mercados internacionais, a empresa foi adquirida pela Le Figaro.

## Parcerias
- Google OpenSocial: Viadeo é parceira desde o lançamento em 2007[13]
- IBM Lotus Notes: Viadeo disponível para profissionais que usam o IBM Lotus Notes[14]
- Microsoft Outlook Connector: Viadeo disponível no Outlook.[15]